# Jato de influxo traseiro

Fluxo de ar conceitual em uma linha de instabilidade com o Jato de influxo traseiro mostrado.

O jato de influxo traseiro é um componente dos bow-echoes (ecos de arcos) em um sistema convectivo de mesoescala (SCM) que auxilia na criação de uma piscina atmosférica fria mais forte e uma corrente descendente (downdraft). O jato se forma em resposta a uma circulação convectiva com inclinação ascendente e gradientes de pressão horizontais. A piscina atmosférica fria que provém da saída de uma tempestade convectiva forma uma área de alta pressão na superfície. Em resposta à alta da superfície e às temperaturas mais altas no alto devido à convecção, uma mesobaixa de nível médio se forma atrás da borda frontal da tempestade.
Com uma área de baixa pressão de nível médio, o ar é aspirado para baixo da região estratiforme de precipitação. À medida que o ar é aspirado para dentro da parte traseira da tempestade, ele começa a descer à medida que se aproxima da linha de frente das células. Antes de atingir a borda de ataque, o jato desce para a superfície como um forte downdraft, criando ventos em linha reta.
Qualquer sistema convectivo de mesoescala maduro é capaz de desenvolver seu próprio jato de entrada traseira, mas ainda há dúvidas sobre o que influencia a força do jato. Embora os efeitos diabáticos da sublimação, fusão e evaporação desempenhem um papel na influência da força do jato, esses efeitos não são responsáveis pelos casos com jatos de entrada traseira fortes. No entanto, os efeitos diabáticos são responsáveis pelo jato afundando atrás da borda principal do SCM. O afundamento do jato começa quando o fluxo de nível médio passa por baixo da nuvem estratiforme posterior antes de descer para a camada de fusão.
Existem outros fatores que contribuem para a força de qualquer jato de influxo traseiro. A força de um jato de influxo traseiro pode ser bastante intensificada com vórtices induzidos na extremidade da linha, chamados de "vórtices de extremidade de linha". Esses vórtices em cada extremidade da linha de tempestade ajudarão a reforçar o fluxo de entrada traseiro em direção ao centro da linha. O outro fator que pode ajudar a fortalecer o jato é um ambiente no qual o fluxo em larga escala esteja alimentando/forçando o ar de nível médio para a extremidade traseira da tempestade.

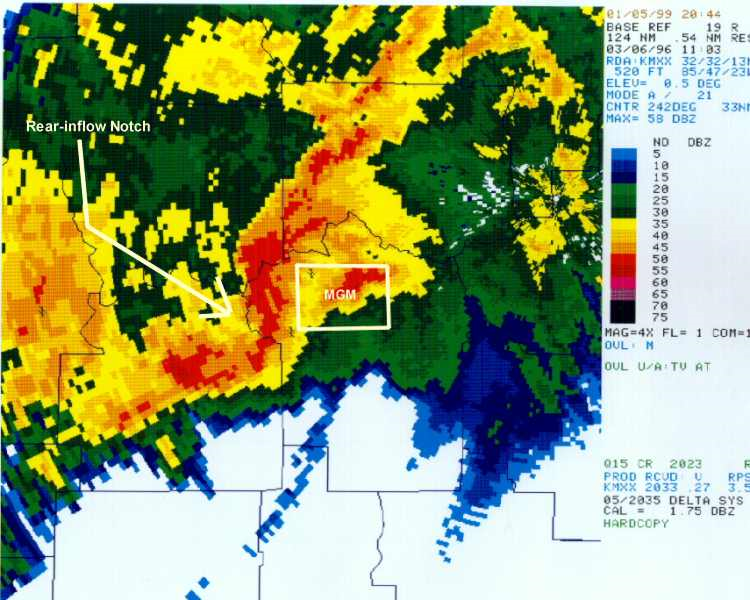
Images de radar meteorológico de entalhe do influxo traseiro causado pelo afundamento do jato atrás de um bow-echo.

## Artigos relacionados
- Detecção de tempestades convectivas
- Bow-echo
- Derecho (meteorologia)
- Padrão de onda de eco de linha
- Mesovórtice